# KZ Niederhagen

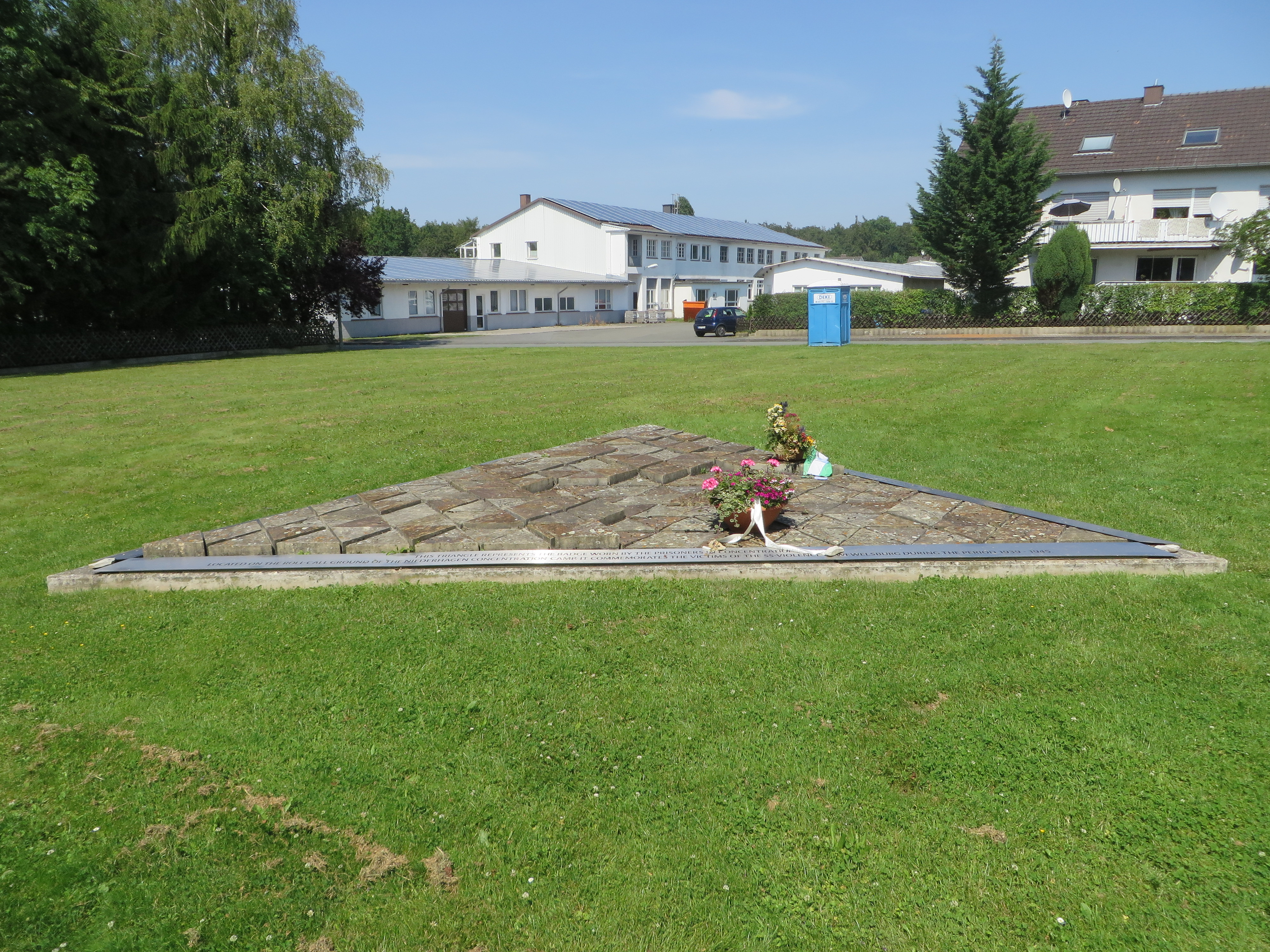
Mahnmal auf dem ehemaligen Appellplatz, im Hintergrund die ehemalige Lagerküche, heute Feuerwehrhaus

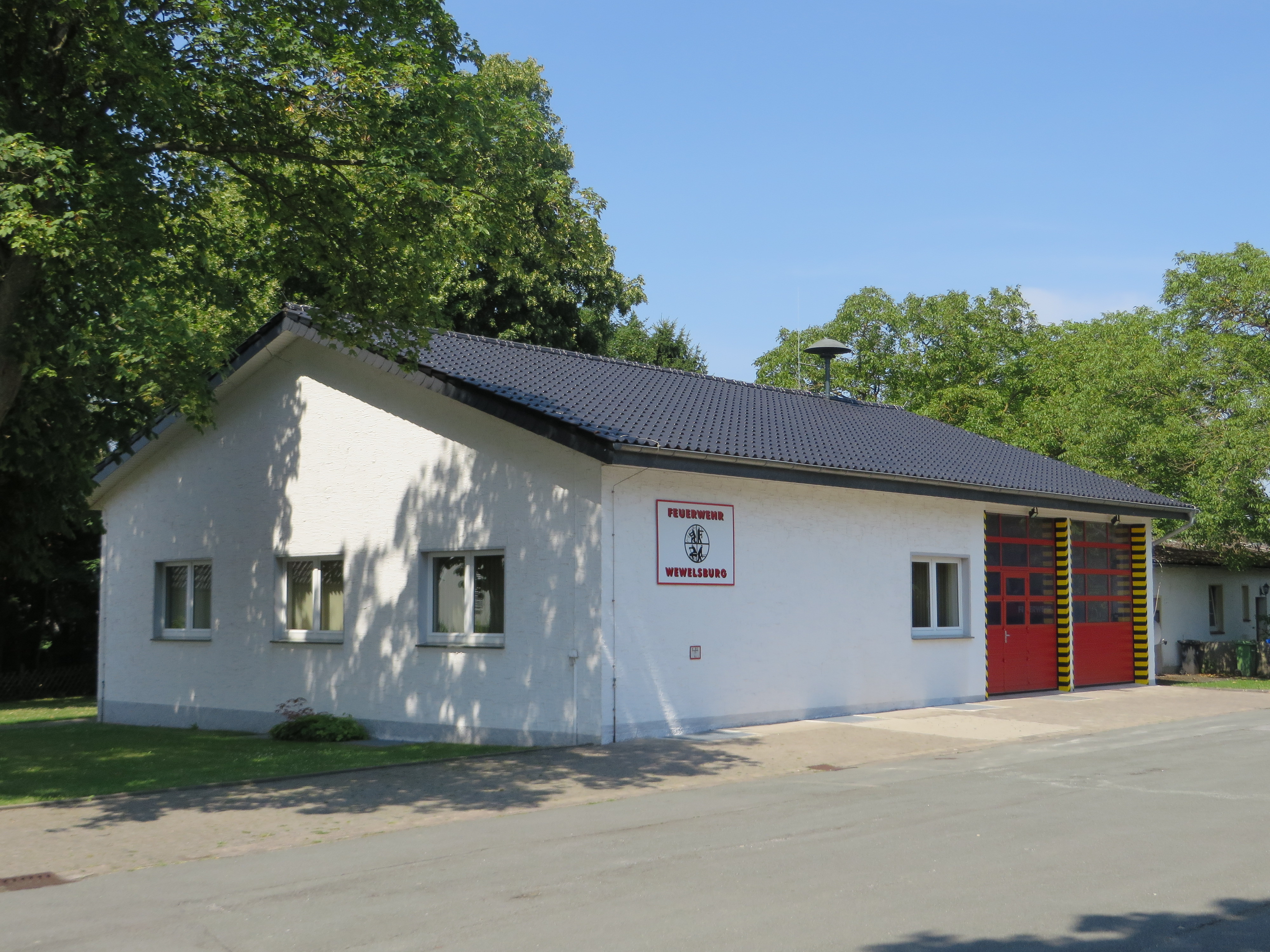
Feuerwehrhaus der Freiwilligen Feuerwehr Wewelsburg in der ehemaligen Lagerküche

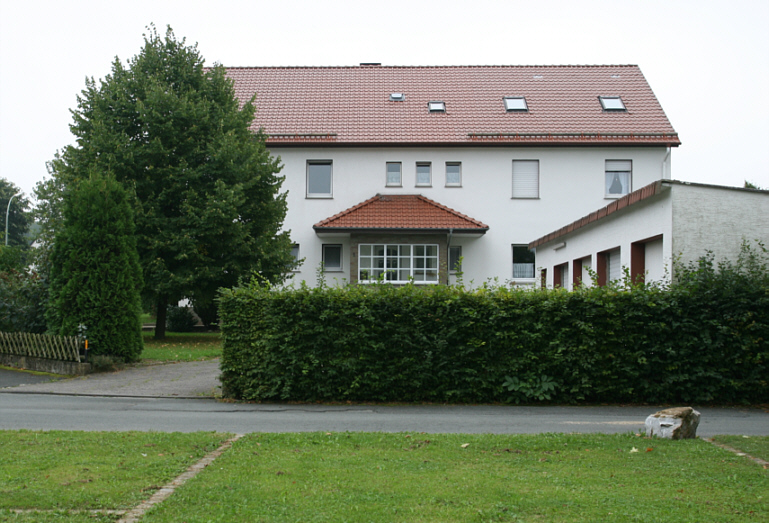
Das ehemalige Torhaus des Konzentrationslagers Niederhagen. Es wurde nach dem Krieg umgebaut und wird heute als Wohngebäude genutzt.

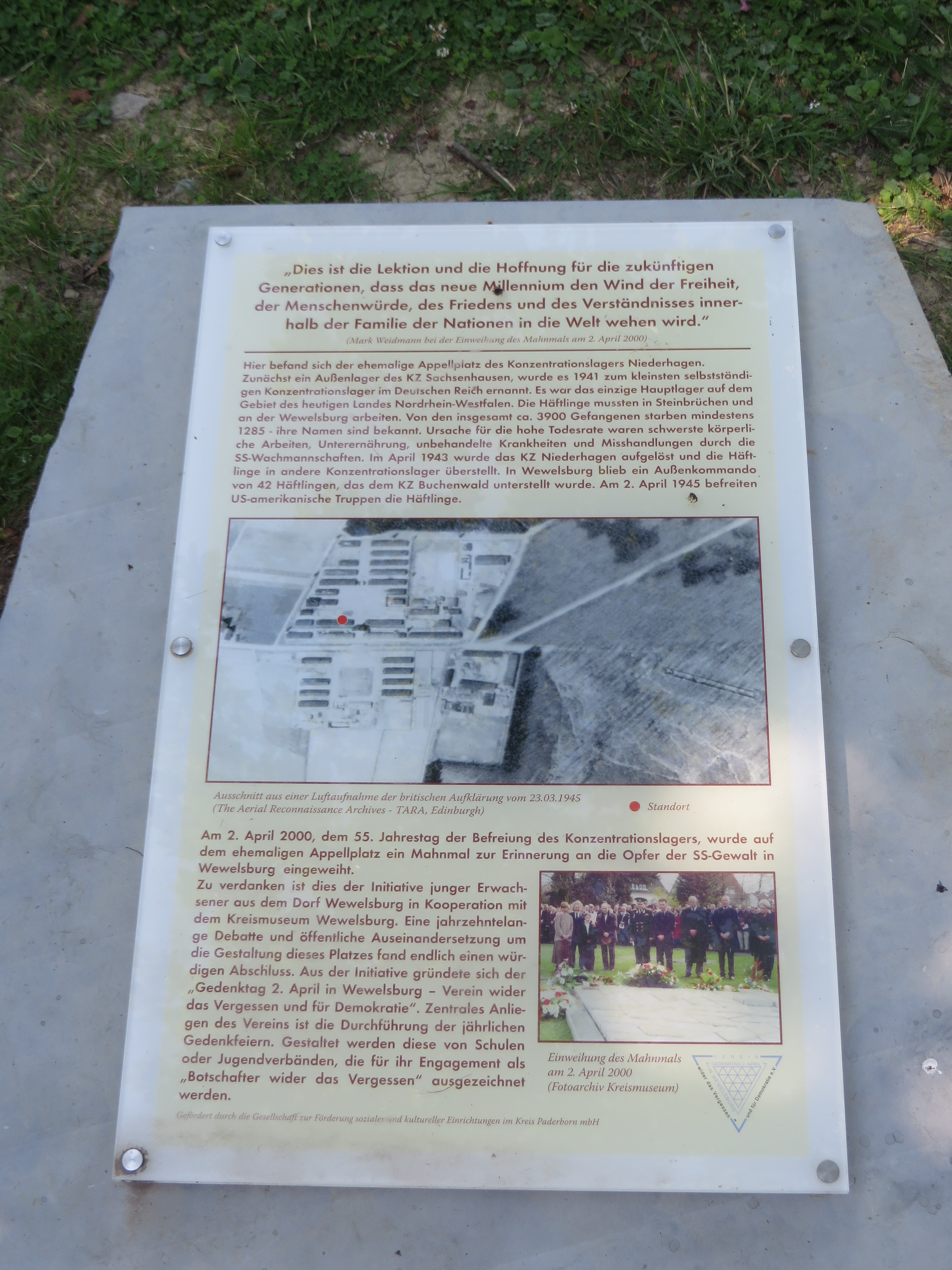
Gedenkplatte am ehemaligen Appelplatz

Das Konzentrationslager Niederhagen war ein temporäres nationalsozialistisches Konzentrationslager am Ortsrand von Büren-Wewelsburg. Es entstand 1941 aus dem Außenlager Wewelsburg, einem Nebenlager des KZ Sachsenhausen.

## Beschreibung
Seit 1939 setzte der Reichsführer SS Heinrich Himmler KZ-Häftlinge zum Umbau der Wewelsburg ein. Gemäß Himmlers Vorstellungen sollte nach dem „Endsieg“ die Wewelsburg Mittelpunkt der Welt werden. Aus dem KZ Sachsenhausen wurden Häftlinge in das Außenkommando Wewelsburg geschickt. Erster Lagerkommandant war Wolfgang Plaul (1939–1941). Auch beim Bau des Führerhauses I, der Villa des Architekten Hermann Bartels, in der Waldsiedlung, im Straßenbau und im Steinbruch setzte die SS die KZ-Häftlinge als Zwangsarbeiter ein. Lagerkommandant war zwischen 1941 und 1944 Adolf Haas, der das Führerhaus bewohnte.
Die Arbeitsgruppe, die zunächst noch als Außenkommando arbeitete, war den Wetterverhältnissen schutzlos ausgesetzt. Daher wurde schließlich ein Schutzhaftlager in Niederhagen neu erbaut, genannt Außenlager Wewelsburg. In das neue Lager wurden weitere Häftlinge geschickt. 1941 erklärte die SS dieses Lager, das noch zum KZ Sachsenhausen gehörte und etwa 480 Gefangene zählte, zum eigenständigen KZ.
Zu den rund 3.900 Häftlingen zählten Zeugen Jehovas (sogenannte Bibelforscher), politische Häftlinge, Roma, Homosexuelle, Juden, Kriegsgefangene und Zwangsarbeiter aus Polen, der Sowjetunion, der Tschechoslowakei, Frankreich, den Niederlanden und Belgien. Fast ein Drittel von ihnen überlebte die Haft nicht.

„Ich bin der Herrgott von Wewelsburg“

„Wenn ich lache, lacht der Teufel“

Nachgewiesen ist der Tod von 1285 Häftlingen. Sie starben an Hunger, Kälte, Krankheiten und den Folgen von Misshandlungen. Im Jahr 1942 wurde ein lagereigenes Krematorium gebaut.
Die Gestapo nutzte das KZ auch als Exekutionsstätte. Es wurden 56 Menschen ermordet, davon 42 durch Erhängung und 14 sowjetische Kriegsgefangene durch Erschießen.
In der Zeit von 1. September 1941 bis 1. Mai 1943 war das Lager selbstständig. Vorher war es als Außenlager dem KZ Sachsenhausen, danach als Außenlager dem KZ Buchenwald unterstellt. Ab 1943 saßen nur noch etwa 50 Häftlinge im Lager ein, am 2. April 1945 wurden die Häftlinge durch Soldaten der 3. US-Panzerdivision befreit.
Nach dem Krieg wurden im Lager – gegen den Willen der einheimischen Bevölkerung – Flüchtlinge untergebracht. Als Flüchtlingsunterkünfte wurden neben den Lagerbaracken auch sieben Häuser der SS-Waldsiedlung und das SS-Gästehaus genutzt. Die Einquartierung der Flüchtlinge konnte nur mit Polizeigewalt durchgesetzt werden.
Vom Lager ist wenig erhalten. Die Baracken wurden 1967 abgerissen. In der ehemaligen Lagerküche sind das Feuerwehrhaus der Freiwilligen Feuerwehr und Wohnungen untergebracht. Das Torhaus wird heute als Zweifamilienhaus genutzt, auf dem übrigen Gelände befindet sich eine Wohnsiedlung.
Am Ort des früheren Appellplatzes ist heute ein dreieckiges Mahnmal, dies soll an die dreieckigen Aufnäher auf der Kleidung der ehemaligen Häftlinge erinnern.